# Museo del Ferrocarril de Asturias
El Museo del Ferrocarril de Asturias es un gran complejo museístico situado en la ciudad asturiana de Gijón (España), en el barrio del Natahoyo, junto a la playa de Poniente. El recinto acoge una importante colección ferroviaria de carácter histórico que incluye locomotoras de vapor, tractores diésel, vagones y vagonetas, útiles vinculados a las infraestructuras ferroviarias, etc. El museo ocupa una parte de la antigua estación del Norte de Gijón y fue inaugurado el 22 de octubre de 1998.

## Historia
A finales de la década de 1980 se iniciaron los trabajos que buscaban acometer una reorganización de la red ferroviaria de Gijón. En 1990 la histórica estación del Norte fue clausurada por RENFE, quedando las instalaciones sin servicio. Desde las administraciones públicas se decidió su recuperación para acoger la sede de un nuevo museo ferroviario, realizándose diversos trabajos de acondicionamiento de las instalaciones. En una primera fase se rehabilitó el edificio histórico de la estación y, al mismo tiempo, se levantó otro en frente —uniéndose ambos bajo una misma marquesina—. En fases posteriores se delimitó el perímetro del —que incluyó un antiguo tramo del ferrocarril para playa de maniobras— y se levantó un anexo que sirviera como taller de reparaciones. Tras varios años de trabajos, en 1998 se inauguró el nuevo recinto museístico. 
Desde 2016, el Museo del Ferrocarril de Asturias es uno de los anchor points de la Ruta Europea del Patrimonio Industrial (ERIH). En el año 2018 el Club Popular de Cultura "Llaranes" (hoy Centro de Estudios del Alfoz de Gauzón) le concedió el premio Pueblo de Llaranes a la difusión, conservación e investigación del patrimonio industrial.

## Colección
En sus amplias instalaciones de unos 17 000 m² —formadas por el recinto de la antigua estación de RENFE, la llamada playa de vías y dos edificios de nueva planta— guarda una de las mayores y mejor conservadas colecciones de máquinas y vagones de ferrocarril del continente europeo. Además conserva coches de viajeros, vagonetas y tractores de los ferrocarriles mineros, tranvías, así como otros objetos y útiles vinculados a las infraestructuras ferroviarias. 
Algunas de las históricas compañías ferroviarias clave para el desarrollo del ferrocarril en Asturias y en España que se encuentran representadas en el museo son las siguientes:
- Ancho de vía internacional:
  - Ferrocarril de Langreo;

- Compañías de vía ancha:
  - Compañía de Ferrocarril del Noroeste de España;
  - Compañía de Caminos de Hierro de Asturias, Galicia y León;
  - Compañía de los Caminos de Hierro del Norte de España;
  - Red Nacional de los Ferrocarriles Españoles (RENFE);

- Compañías de vía métrica:
  - Compañía de los Ferrocarriles Económicos de Asturias (Oviedo-Oriente);
  - Sociedad General de Ferrocarriles Vasco Asturiana;
  - Compañía del Ferrocarril de Carreño [Aboño];
  - Ferrocarril Estratégico Ferrol-Gijón;
  - Ferrocarriles Españoles de Vía Estrecha (FEVE);

Se destaca un amplio conjunto de locomotoras de vapor de diferentes ferrocarriles, como el ferrocarril de Langreo (tercera línea férrea construida en España tras los trazados de Barcelona-Mataró y Madrid-Aranjuez) o de numerosas líneas mineras e industrias. En un principio, estos ferrocarriles nacieron para atender los intereses mineros, y las líneas se originaron en una simple expansión de las creadas internamente para atender las necesidades minero-industriales. Esto explica que se usaran diferentes anchos de vía, así como la falta de conexión entre las distintas líneas, solo conseguida progresivamente con la creación de RENFE (1941) y FEVE (1941).
Así mismo, el Museo dispone de salas de exposiciones temporales, de un centro de documentación propio (con biblioteca, hemeroteca, archivo documental y archivo de imágenes), salas de actividades, talleres para escolares, tienda y facilidades para personas con movilidad reducida. También cabe destacar que varias veces al año se encienden para su exhibición las locomotoras de vapor que todavía se mantienen en estado operativo, durante las denominadas «Jornadas del Vapor».

## Galería

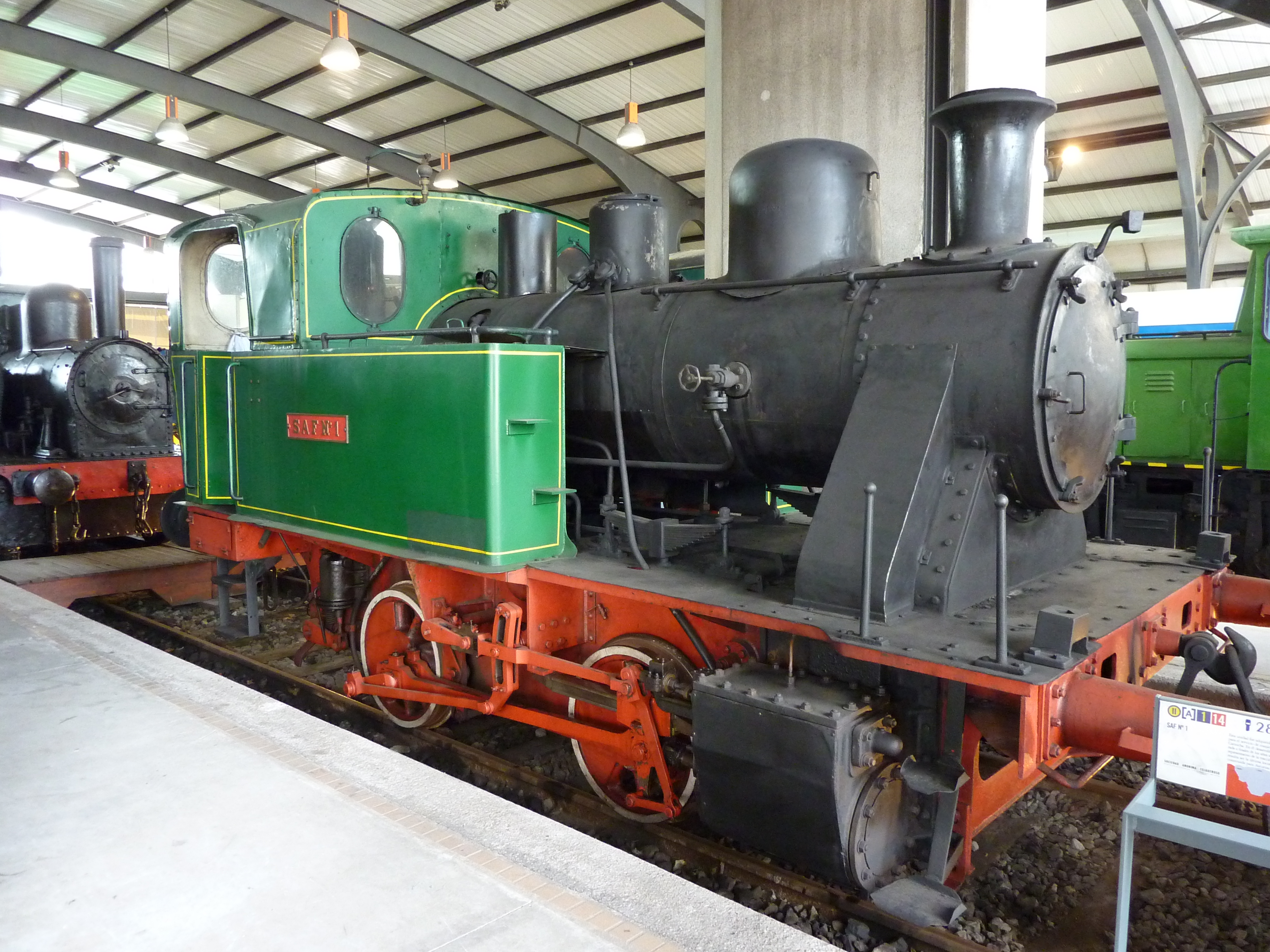
Locomotora de vapor SAF nº1, fabricada por Henschel en 1952.
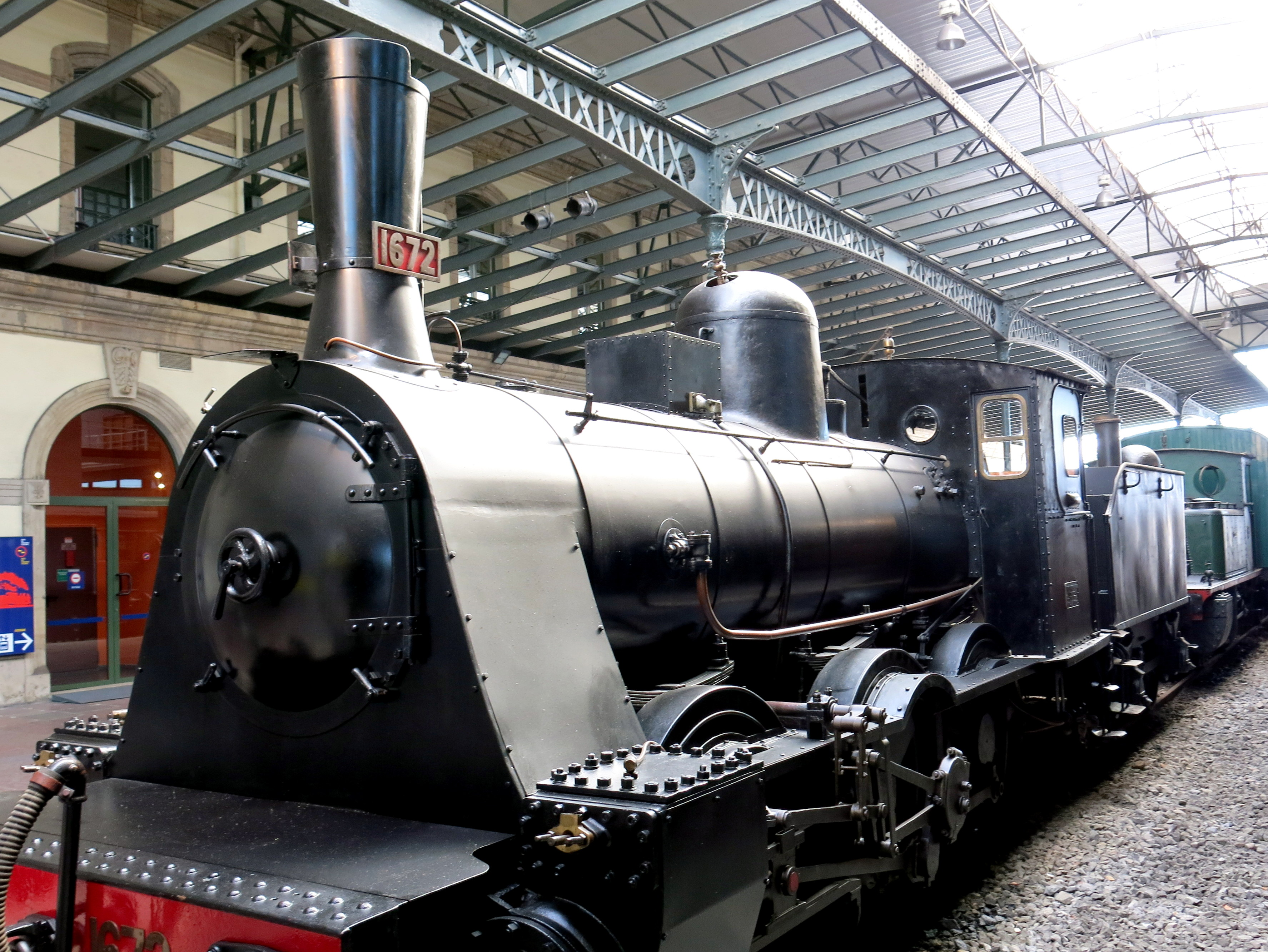
Locomotora de vapor Varela de Montes (Compañía del Norte 1672 y posteriormente RENFE 030-2431), fabricada por Richard Hartmann en 1881.
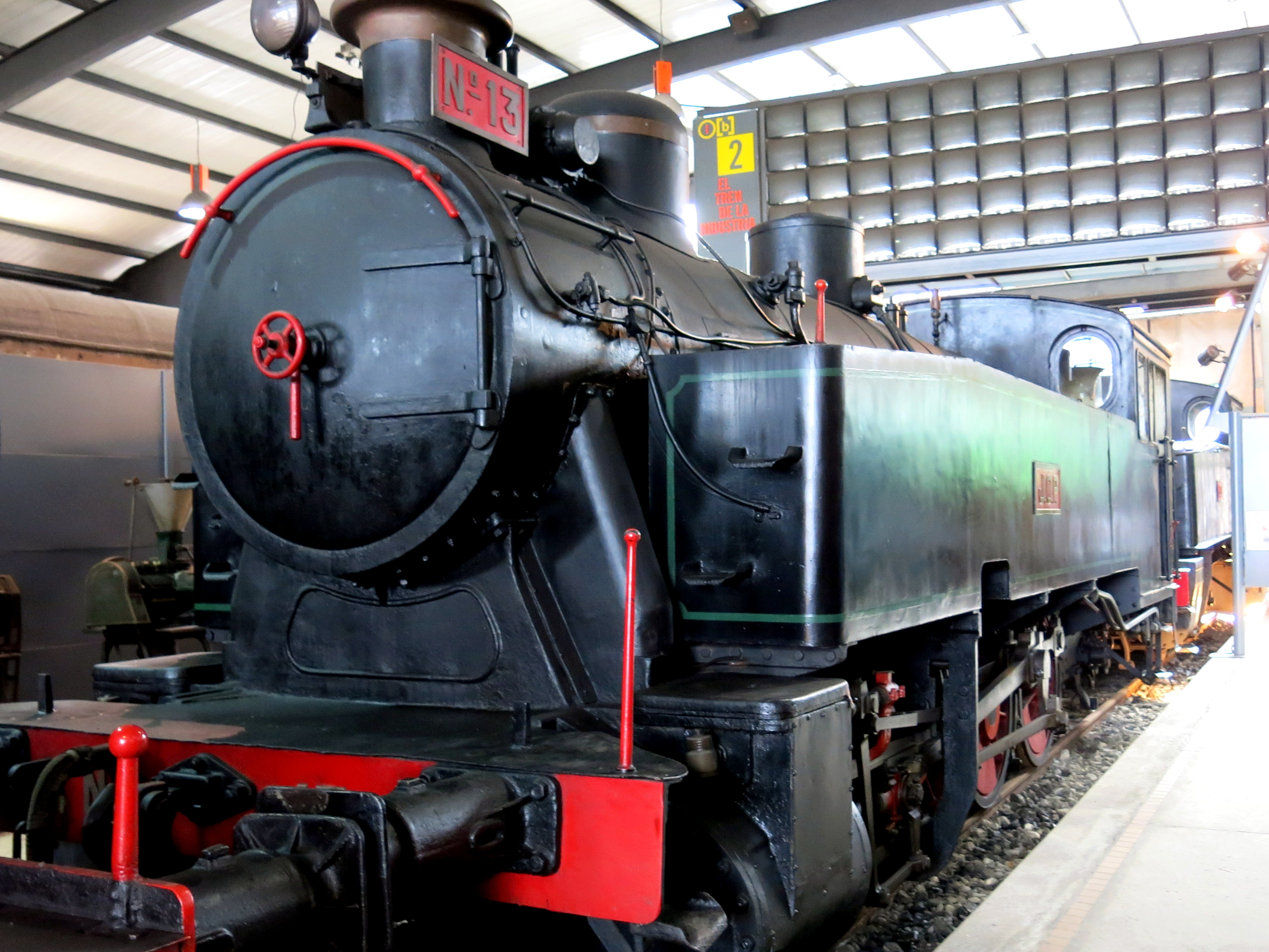
Locomotora de vapor Junta de Obras del Puerto nº13, fabricada por Babcock & Wilcox en 1957.
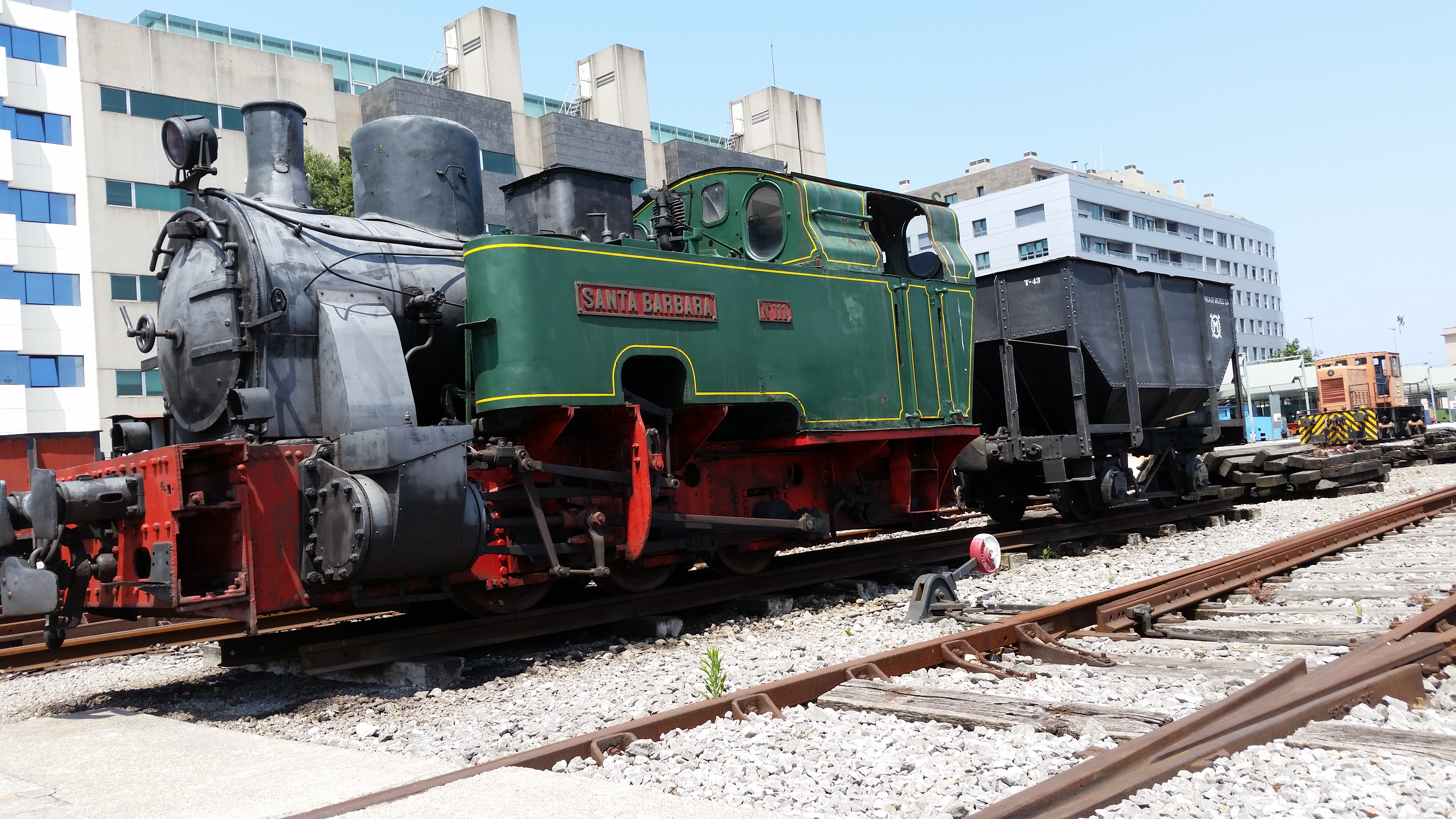
Locomotora de vapor Santa Bárbara nº111, fabricada por Arnold Jung Lokomotivfabrik en 1907.
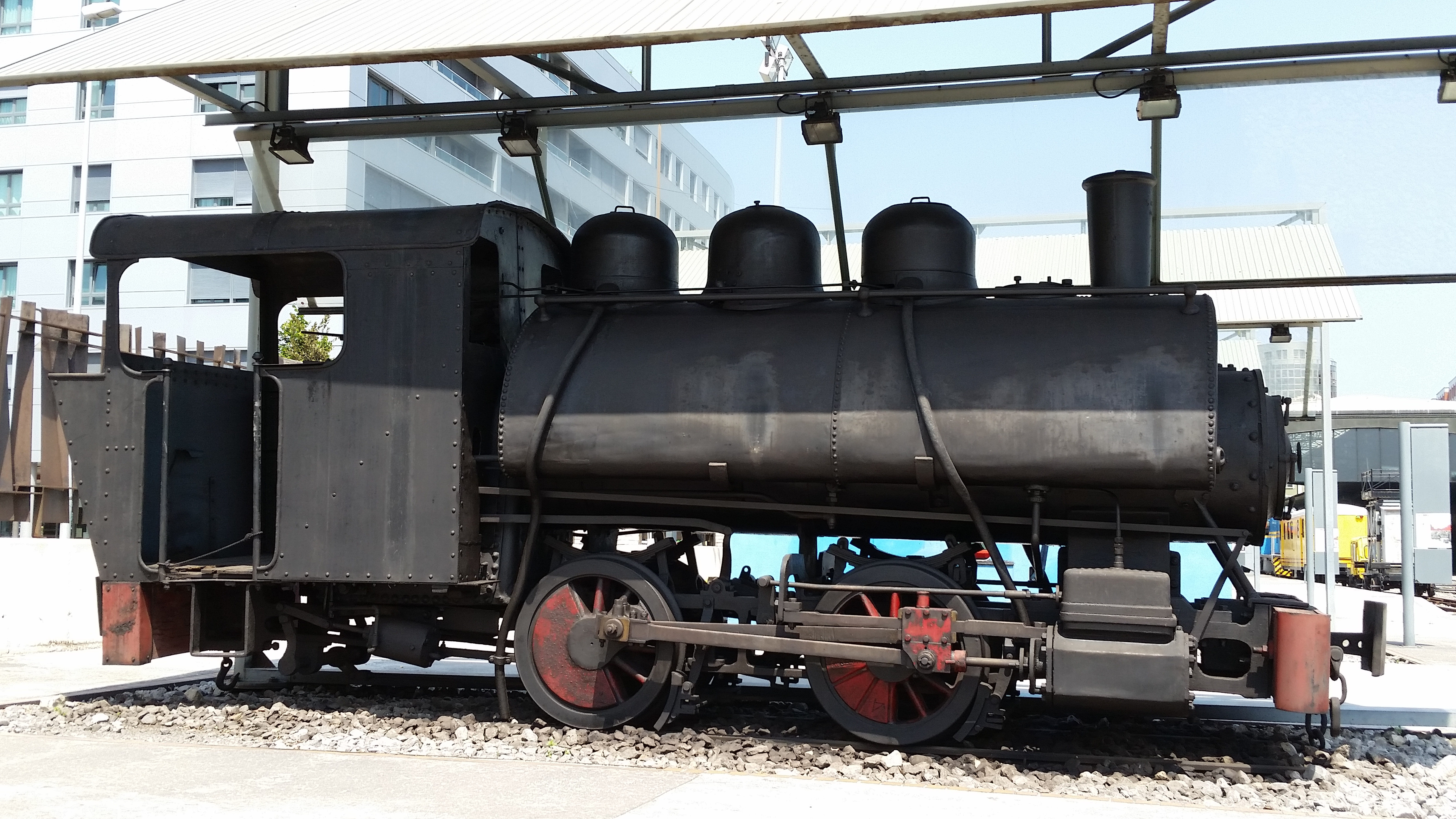
Locomotora de vapor SIA nº1, fabricada por Vulcan Iron Works en 1916.
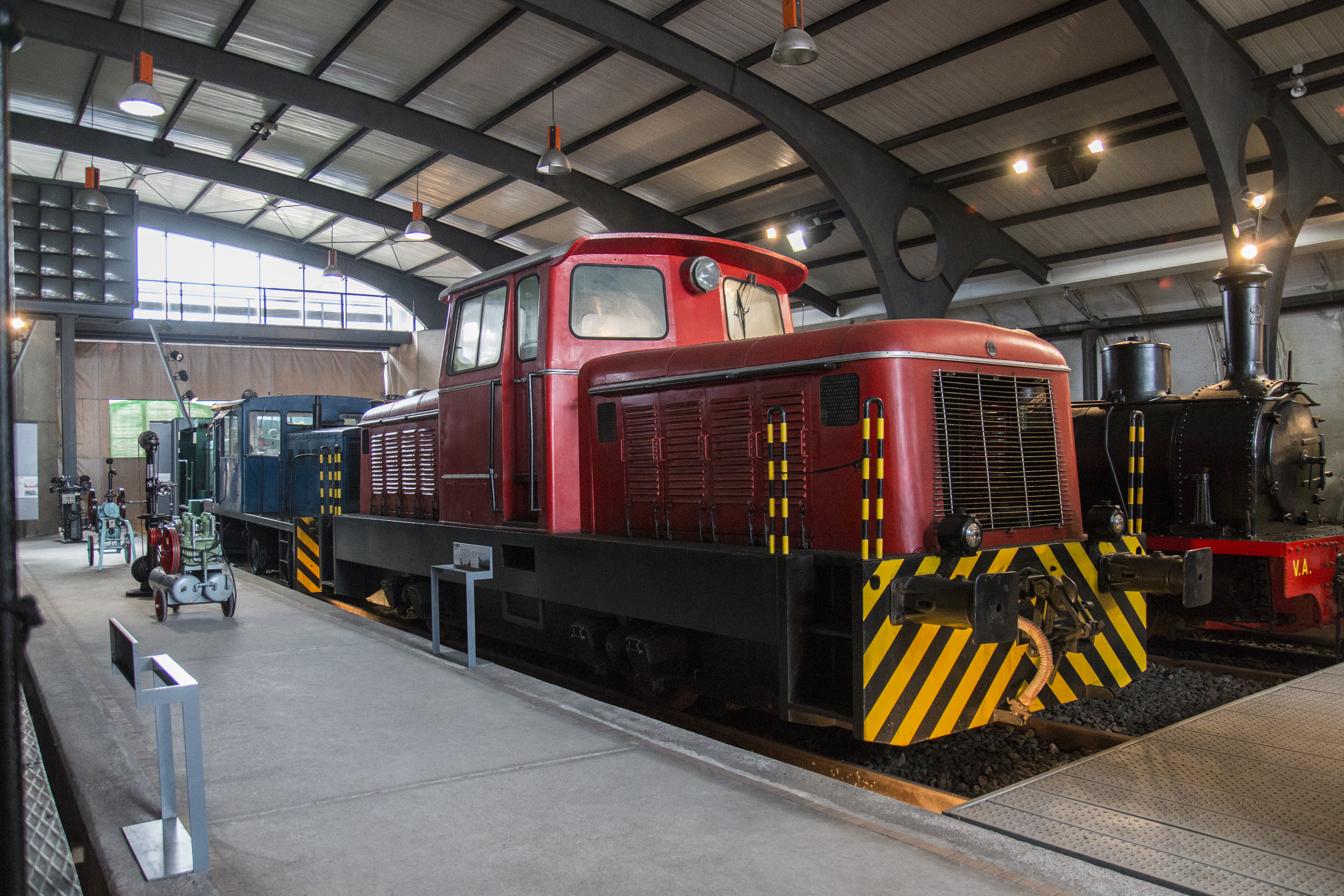
Tractor diésel Soto Ribera 2, construida por Ferrotrade en 1971.
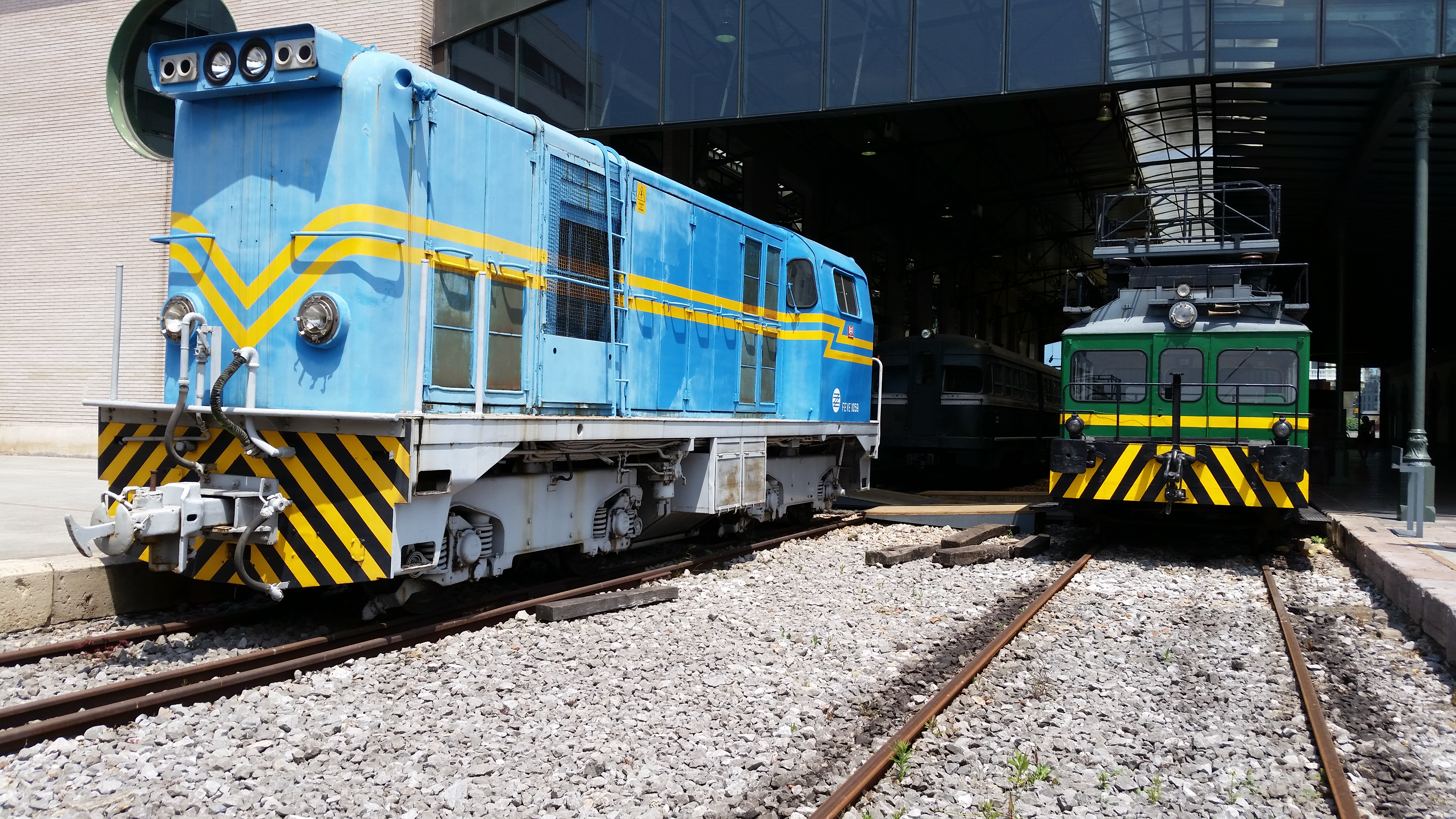
Locomotora diésel FEVE nº 1059, de la Serie 1000 de FEVE, construida por Alstom para la Compañía de los Ferrocarriles Económicos de Asturias (nº 107) en 1965, y dresina VLD PAC 14 (posterior UIC 9271) de RENFE.
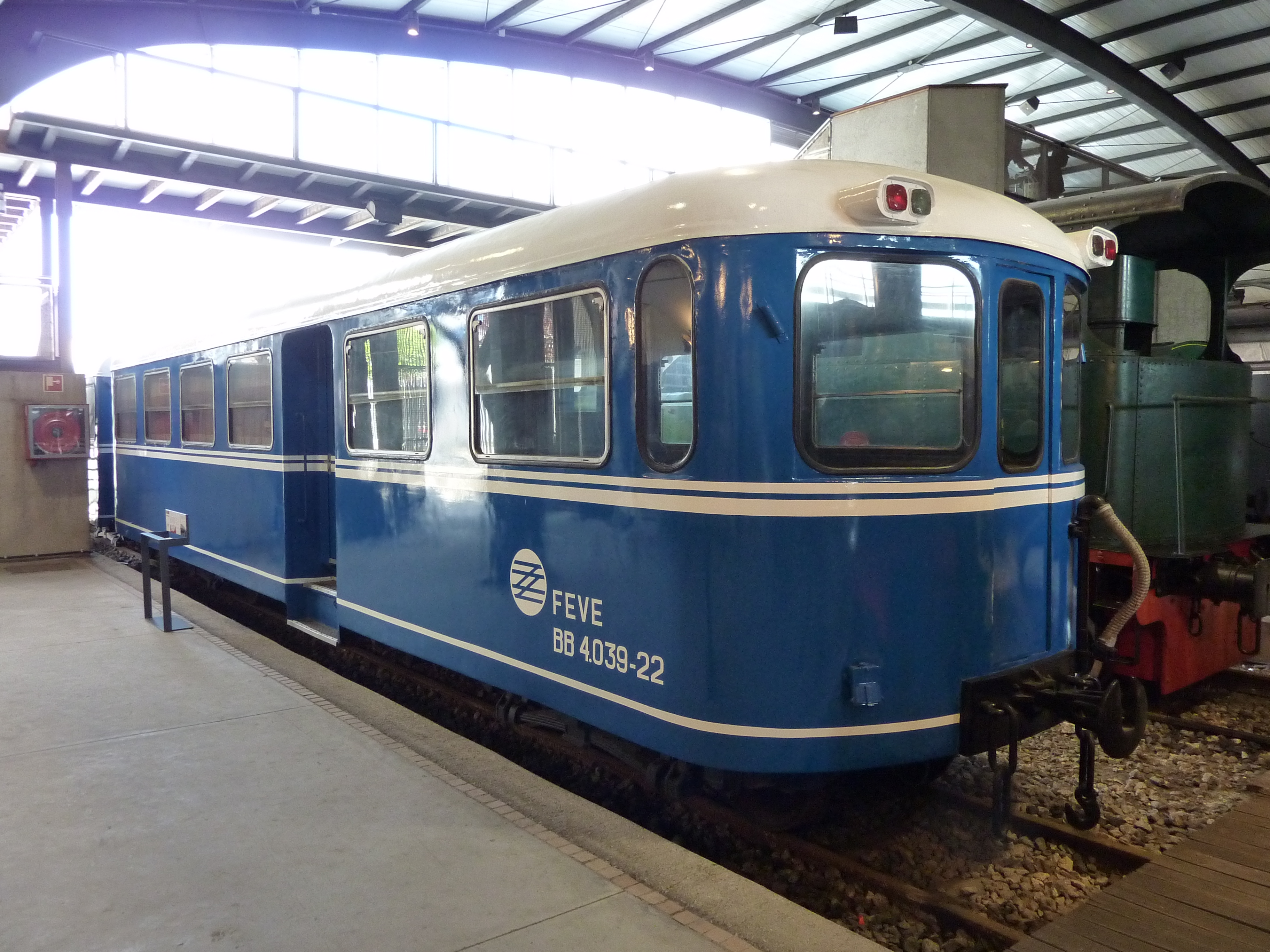
Remolque de automotor FEVE BB 4.039-22, construido por Brissonneau and Lotz en 1938.
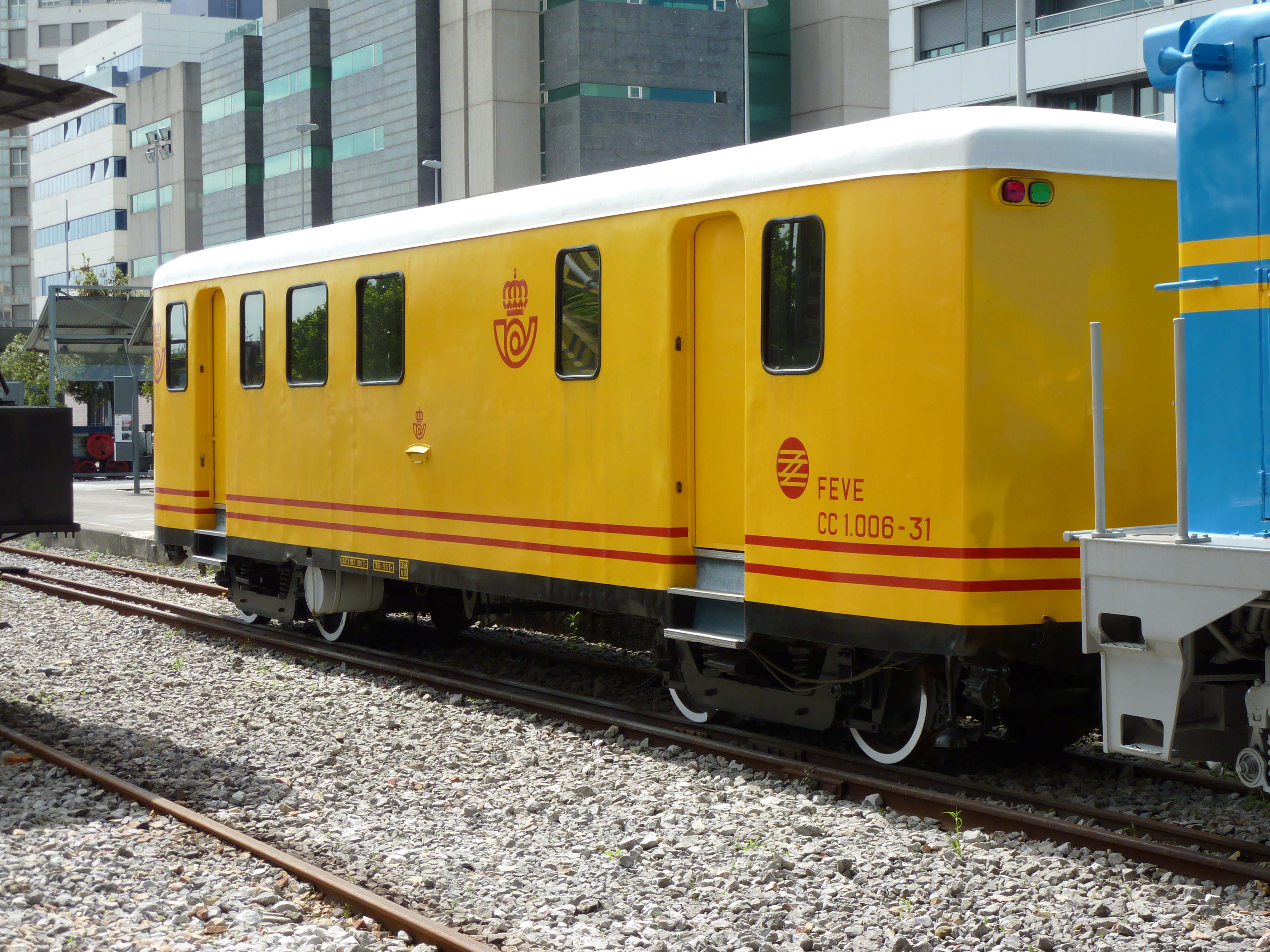
Vagón de paquetería de Correos FEVE CC 1.006-31.